# Coxa vara

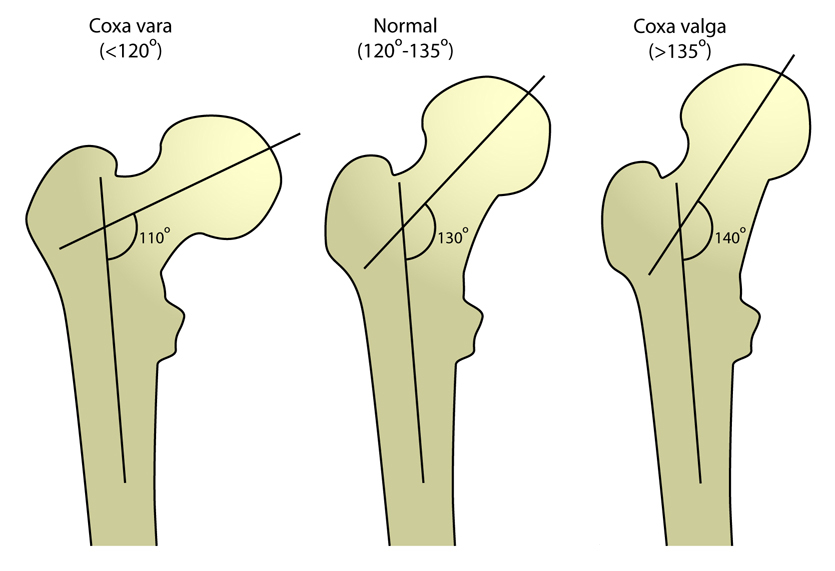
Diagrammes permettant de distinguer les angles du fémur normal, de la Coxa Vara et de la Coxa Valga.

La coxa-vara, correspond à une déviation ou un glissement de la hanche en dedans. Associée à avec la coxa-retrorsa qui correspond à une déviation de la tête fémorale en arrière elle signe une épiphysiolyse des adolescents,  appelée aussiépiphysiolyse fémorale supérieure essentielle, il s'agit d'une maladie rare qui apparaît entre 11 et 16 ans. Il s’agit d’un décollement épiphysaire pathologique du fémur (déplacement de la tête du fémur) pouvant être progressif ou brutal. On décèle cette maladie grâce aux radios. Le surpoids par rapport à la taille et à l’obésité sont les facteurs favorisants.